# Tamara Grigorjewna Miansarowa
Tamara Grigorjewna Miansarowa, geboren Remnjowa, (russisch Тамара Григорьевна Миансарова; * 5. März 1931 in Sinowjewsk, Ukrainische Sozialistische Sowjetrepublik; † 12. Juli 2017 in Moskau) war eine sowjetische bzw. russische Sopranistin und Musikpädagogin.

## Leben
Miansarowas Vater war Artist am Musiktheater Odessa und dann freier Künstler. Die Mutter war Solistin am Minsker Operntheater, wohin die Familie gezogen war. Im Deutschen Angriffskrieg gegen die Sowjetunion erlebte die Familie die Besatzung durch die Wehrmacht. Nach Kriegsende wurde die Mutter 1945 verhaftet und verbannt, worauf Miansarowa drei Jahre lang bis zur Rückkehr der Mutter bei der Tante mütterlicherseits in Lugansk lebte. Dann besuchte sie die Musikschule beim Minsker Konservatorium mit Abschluss 1951. Es folgte das Studium am Moskauer Konservatorium in der Klasse von Lew Oborin der Klavier-Abteilung. Daneben studierte sie in der Gesang-Abteilung bei Dora Beljawskaja.
Nach dem Abschluss des Studiums 1957 arbeitete Miansarowa als Konzertmeisterin im Moskauer Staatlichen Institut für Theaterkunst (GITIS). Bald wechselte sie zur Estrada und trat als Solistin in Konzerten auf. Beim III. Allunionswettbewerb der Estrada-Künstler 1958 gewann sie den 3. Preis mit einem Strauss-Walzer, wobei sie sich selbst am Klavier begleitete. Darauf trat sie einige Zeit lang mit Olah Laszlos Zigeunerorchester auf. Ab 1960 war sie Solistin der Musik-Halle der Stadt Moskau.
Igor Granow hatte 1958 ein Jazz-Quartett gegründet (Klavier, Kontrabass, Schlagzeug, Gitarre) und war auf der Suche nach einer Solistin. Miansarowa folgte seiner Einladung und trat mit dem Quartett 1962 bei den VIII. Weltfestspielen der Jugend und Studenten in Helsinki auf. Für das Lied Ai-ljuli von Ljudmila Ljadowa nach Versen von Boris Brjanski erhielt Miansarowa den 1. Preis und eine Goldmedaille. Auf dem Sopot Festival 1963 gewann sie den 1. Preis mit dem Lied Pust wsegda budet solnze Arkadi Ostrowskis nach Versen von Lew Oschanin. Bei einem Besuch Krakaus wurde sie von 100 Musikern empfangen, die ihr Lied auf Polnisch sangen.
Als eines der ersten sowjetischen Twist-Lieder sang Miansarowa 1964 das Lied Tschorny kot (Schwarzer Kater), das dann auf Bitten des Komponisten Juri Saulkski zwischen Konzerten ohne Proben aufgezeichnet und einen Tag später im Hörfunk gesendet wurde. Das Lied war sofort äußerst populär und war dann auch bald auf Polnisch, Deutsch und Tschechisch zu hören. Nach einigen Monaten verschwand das Lied aus den Konzertprogrammen, weil offenbar Twist als unsowjetisch galt.
Ab 1964 trat Miansarowa mit der für sie von Leonid Garin gegründeten Gruppe Tri pljus dwa (3 + 2) auf. Sie sang 1965 einige Lieder in einem Konzert-Fernsehfilm mit Beteiligung polnischer und anderer ausländischer Künstler, die zu verschiedenen Zeiten auf dem Sopot Festival aufgetreten waren. Sie nahm 1966 an dem Internationalen Festival Druschba-66 der Estrada-Lieder der sozialistischen Länder teil. Der Festival-Wettbewerb fand in sechs Teilen in den sechs Ländern UdSSR, Polen, DDR, Tschechoslowakei, Ungarn und Bulgarien statt, wobei in jedem Land Lieder des Landes gesungen werden mussten. Sie gewann 1. Preise in Berlin und Prag und Sonderpreise in Warschau und Sofia. Ihre Hauptkonkurrentin war Lili Ivanova.
Im Übrigen tourte Miansarowa durch die UdSSR mit Auftritten in Moskau, Leningrad, Omsk, Cherson, Nowosibirsk, Lipezk, Kischinau, Frunse, Wilna, Aschchabad, Juschno-Sachalinsk, Swerdlowsk, Woronesch, Wolgograd, Uschgorod, Donezk, Nikolajew, Pleskau, Dudinka, Kemerowo, Ischewsk, Irkutsk und Chabarowsk.
Als dann Miansarowas Lieder nicht mehr als zeitgemäß galten, ihre Musikkassetten nicht mehr angeboten wurden und ihre Arbeitsbedingungen sich in Moskau verschlechterten einschließlich eines Reiseverbots, verließ sie Moskau und arbeitete 12 Jahre lang in der Donezker Philharmonie. In Jalta nahm sie 1972 an dem Festival Krimskije sori teil. Ein Film über sie wurde 1974 in Kiew aufgenommen.
In den 1980er Jahren kehrte Miansarowa nach Moskau zurück, wo sie aber trotz der Hilfe Iossif Kobsons ihre frühere Popularität nicht mehr erreichen konnte. Die polnische Zeitschrift Panorama hielt sie für eine der bedeutendsten Sängerinnen der letzten 25 Jahre neben Édith Piaf, Karel Gott und Charles Aznavour.
Von 1988 bis 1996 war Miansarowa Professorin für Gesang am GITIS. Auch lehrte sie im Haus des Schaffens der Jugend am Taganka-Theater und am Moskauer Institut für moderne Kunst. Ihre Schüler waren Julian Wassin, Alika Smechowa, Lada Maris u. a. Miansarowa war 1988 Jury-Mitglied des Sopot Festivals.
Miansarowa trat weiter in Konzerten auf. Für ihre Auftritte nähte sie auch selbst ihre Kleidungsstücke. Einige ihrer Produkte konnten in einem Geschäft gekauft werden. Ein Buch mit ihren Memoiren erschien 2012.
Miansarowa war viermal mit jüngeren Männern verheiratet und hatte Kinder und Enkel. Ihr zweiter Mann Leonid Garin war 1979 in Sotschi unter ungeklärten Umständen zu Tode gekommen. Die Familienverhältnisse waren schwierig. Sie erlitt 2013 in ihrer Moskauer Wohnung einen Oberschenkelhalsbruch, worauf sie bettlägerig blieb. Für Behandlungs- und Pflegekosten reichte ihre Pension nicht, sodass Freunde Spenden sammelten und 2016 eine zweite Operation ermöglichten. Sie starb nach einer Lungenentzündung am 12. Juli 2017 im Krankenhaus und wurde fünf Tage später auf dem Friedhof Trojekurowo begraben.

## Ehrungen, Preise
- Ehrenzeichen der Sowjetunion[1]
- Orden der Bergmannsehre III. Klasse, II. Klasse, I. Klasse[6]
- Verdiente Künstlerin der Ukrainischen Sozialistischen Sowjetrepublik (1972)[1]
- Orden der Völkerfreundschaft
- Volkskünstlerin der Russischen Föderation (1996)
- Orden der Freundschaft (2002)[7]
- Stern auf dem Platz der Sterne in Moskau (2004)[8]
- Goldener Diplomatenorden Kambodschas[1]
- Laotischer Orden der Drei Elefanten[1]